# 施祥鹏
施祥鹏（1938年12月—2023年7月4日），菲律賓歸侨，籍貫福建晋江，中华人民共和国政治人物（第八至十一届全国政协香港委员，十一届全国政协港澳台侨委员会副主任）、香港企業家、時事評論員，亦是清朝靖海襄莊侯施琅將軍的後人。

## 生平
2008年，当选第十一届全国政协委员，代表特邀香港人士，分入第五十三组，并担任港澳台侨委员会副主任。曾任中國和平統一促進會香港總會榮譽會長、中國港澳台僑和平發展總會理事長。
2023年7月4日，施祥鵬與世長辭。